# 1773
1773 (MDCCLXXIII) a fost un an obișnuit al calendarului gregorian, care a început într-o zi de joi.

## Evenimente
- 16 decembrie: În provincia britanică Province of Massachusetts Bay, devenită ulterior statul american Massachusetts, în rada portului Boston, coloniști distrug prin scufundare o mare cantitate de încărcături de ceai. Evenimentul, cunoscut ca Boston Tea Party devine una din scânteile Revoluției americane (1776 - 1784).

### Nedatate
- Vizita la Timișoara a împăratului roman Iosif al II-lea.

## Nașteri
- 9 februarie: William Henry Harrison, al nouălea președinte al SUA (d. 1841)
- 31 mai: Ludwig Tieck, poet, dramaturg și scriitor romantic german (d. 1853)
- 5 iulie: Louis al Etruriei, primul rege al Etruriei (d. 1803)

## Decese
- 20 februarie: Carol Emanuel al III-lea al Sardiniei  (n. 1701)
- dată necunoscută: Paisie de la Hilandar savant și cleric bulgar din secolul al 18-lea; figură cheie a renașterii Naționale Bulgare (n. 1722)
- 23 iulie: George Edwards (naturalist)  (n. 1694)
- 26 decembrie: Piotr Saltîkov  (n. 1698)
- 14 octombrie: Amédée-François Frézier  (n. 1682)
- 7 noiembrie: Prințesa Anne Charlotte de Lorena  (n. 1714)
- 24 decembrie: Ludwig van Beethoven (1712–1773) bunicul compozitorului Ludwig van Beethoven (n. 1712)
- dată necunoscută: Jan Augustini  (n. 1725)